# Wait (命令)

在计算机技术中，wait是一个命令，可以暂停当前会话，直至后台进程执行完毕。

## 用法
```
 
wait
 
[
n
]

```

其中n是当前正在执行的后台进程的pid，或工作的工作ID。如果没有给定n，命令会等待shell调用的所有工作终止。
wait一般返回最后一个工作的退出状态。如果n所指的工作不存在，或没有工作要等待，它会返回127。
因为wait需要知道当前shell执行环境的工作表，它通常为shell内建命令。

## 范例
当脚本后部分要求前部分成功执行，此命令可以让前部分并行执行，以节省时间。
下面是一个例子，使用rsync获取iona上的src/目录，同时更新这个程序所依赖的库，然后组合编译。
```
#!/usr/bin/env bash

# 使用wait命令的并行更新脚本

# 更新本地副本

rsync
 
iona:src/
 
.
 
&

# 升级所需的库，或如果出于某种原因失败时，返回1并退出

make
 
-C
 
lib
 
||
 
exit
 
1

# 等待rsync终止（可能已启动），并完成工作，除非rsync失败

wait
 
&&
 
make

```

等待指定的工作控制id号：
```
$
 
ls
 
-R
 
/
 
>
 
/dev/null
 
2
>
&
1
 
&
 
# 启动长时间运行的后台进程

[
2
]
 
1986

$
 
wait
 
%2
 
# 等待2号后台工作终止，然后返回

```